# Guy d’Hardelot

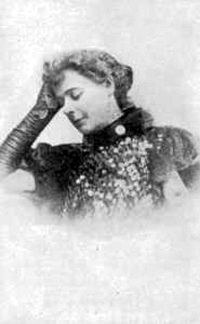
Guy d’Hardelot (1911)

Guy d’Hardelot (eigentl.: Helen Guy, verh. Rhodes; * August 1858 auf Chateau d'Hardelot in Condette; † 7. Januar 1936 in London) war eine französische Sängerin, Gesangslehrerin und Komponistin.

## Leben
Helen Guy war die Tochter der französischen Sängerin Helen Guy und des englischen Kapitäns Henry Guy. Im Alter von fünfzehn Jahren ging sie nach Paris und studierte am Pariser Konservatorium bei Marie Renaud-Maury. Dort traf sie auch Charles Gounod und Jules Massenet, die sie in ihrer Absicht, Komponistin zu werden, bestärkten. In London studierte sie Komposition bei Clarence Lucas. Den größten Teil ihres Lebens verbrachte sie als Gesangslehrerin in London. 1896 unternahm sie mit ihrer Freundin Emma Calvé ein Konzerttournee durch die USA.
Bereits früh in ihrer Laufbahn nahm sie den Künstlernamen Guy d’Hardelot (nach ihrem Mädchennamen und dem Namen ihres Geburtsortes) an. Als Komponistin wurde sie mit Liedern bekannt, von denen einige (u. a.  Wait) mehrfach bei den Proms aufgeführt wurden. Auch ihre Schwester Edith Dick war Komponistin.

## Werke
- Afterwards, love
- Because
- Bouquet de violettes
- La Chanson de ma mie
- The Curtain Falls
- The Dawn
- I Hid my Love
- I Knew
- I Know a Lovely Garden
- In 1822
- The Little White Town
- Love's Madrigal
- Mignon
- My Message
- Roses of Forgiveness
- Sometimes in My Dreams
- Three Green Bonnets
- Wait!
- Wings
- You- and Love
- Your Thoughts